# Метт Д'Агостіні
Метт Д'Агостіні (англ. Matt D'Agostini; 23 жовтня 1986, м. Су-Сен-Марі, Канада) — канадський хокеїст, правий нападник. Виступає за «Сент-Луїс Блюз» у Національній хокейній лізі.
Виступав за «Гвелф Сторм» (ОХЛ), «Гамільтон Бульдогс» (АХЛ), «Монреаль Канадієнс».
В чемпіонатах НХЛ — 235 матчів (44+45), у турнірах Кубка Стенлі — 3 матчі (0+0).
Досягнення
- Володар Кубка Колдера (2007).